# Mike Perez
Ismaikel „Mike” Pérez Pérez (ur. 20 października 1985 w Ciego de Ávila) – kubański bokser, od 2008 zawodowy bokser wagi ciężkiej.
W 2007 r. zbiegł z Kuby do Irlandii.

## Kariera amatorska
W 2004 roku na Mistrzostwach Juniorów w Czedżu. W półfinale pokonał Anglika Danny'ego Price’a, a w finale Rosjanina Nikołaja Pawlukowa, zwyciężając na punkty (38:16).

## Kariera zawodowa
Zawodową karierę rozpoczął 26 stycznia 2008 w Cork w Irlandii, pokonując w pierwszej rundzie Łotysza Jevgenijsa Stamburskisa.
28 lutego 2009	w Londynie pokonał Zacka Page’a.
7 maja 2011 Kubańczyk wygrał turniej „Prizefighter” w wadze ciężkiej, pokonując między innymi Tye’a Fieldsa, którego pokonał przez nokaut w pierwszej rundzie.
2 listopada  2013  w  nowojorskiej Madison Square Garden stoczył wygraną na punkty walkę z niepokonanym Magomiedem Abdusałamowem. Po pojedynku rosyjski bokser został przewieziony do szpitala, gdzie na skutek obrażeń został wprowadzony w stan śpiączki farmakologicznej.
26 lipca 2014 w nowojorskiej hali Madison Square Garden przegrał niejednogłośnie na punkty z Bryantem Jenningsem. Po dwunastu rundach sędziowie punktowali 113-114, 112-115, 114-113 dla Amerykamina.
22 maja 2015 na gali w Moskwie przegrał przez nokaut w pierwszej rundzie z Aleksanderem Powietkinem.  
30 września 2017 w Rydze przegrał na punkty (110:116, 111:115 i 112:114) z Łotyszem Mairisem Briedisem (23-0, 18 KO) odpadając z półfinału turnieju World Boxing Super Series.